# 苏联成立条约
《苏联成立条约》是1922年四个苏维埃社会主义共和国成立联盟的文件，与此同时，苏联成立宣言也被签署，宣言事实上是条约的序言。
1922年12月29日，俄罗斯，外高加索，乌克兰和白俄罗斯的苏维埃代表大会代表团在莫斯科大剧院召开会议，会上批准了《苏联成立条约》和《苏联成立宣言》。这两个文件均经第一次全联盟苏维埃代表大会通过，并在1922年12月30日由米哈伊尔·加里宁、米哈伊尔·茨哈卡亚、米哈伊尔·伏龙芝、格里戈里·彼得罗夫斯基和亚历山大·切尔维亚科夫等四位代表团团长分别签署。
四个独立国家通过该条约成立了一个新的国家，但该条约第26条也明确每一个加盟共和国都保有退出联盟的权利。